# Dugobrki somovi
Dugobrki somovi (lat. Pimelodidae), porodica somovki iz Srednje i Južne Amerike, rasprostranjena na sjever do najjužnijeg Meksika. Neke vrste imaju izuzetno dugačke brkove, pa je cijela porodica nazvana Long-whiskered catfishes. Maksimalno mogu narasti do oko 3 metra (vrsta Brachyplatystoma filamentosum).

## Rodovi
- Aguarunichthys Stewart, 1986
- Bagropsis Lütken, 1874
- Bergiaria Eigenmann & Norris, 1901
- Brachyplatystoma Bleeker, 1862
- Calophysus Müller & Troschel, 1843
- Cheirocerus Eigenmann, 1917
- Duopalatinus Eigenmann & Eigenmann, 1888
- Exallodontus Lundberg, Mago-Leccia & Nass, 1991
- Hemisorubim Bleeker, 1862
- Iheringichthys Eigenmann & Norris, 1900
- Leiarius Bleeker, 1862
- Luciopimelodus Eigenmann & Eigenmann, 1888
- Megalonema Eigenmann, 1912
- Parapimelodus La Monte, 1933
- Perrunichthys Schultz, 1944
- Phractocephalus Agassiz, 1829
- Pimelodina Steindachner, 1876
- Pimelodus Lacepède, 1803
- Pinirampus Bleeker, 1858
- Platynematichthys Bleeker, 1858
- Platysilurus Haseman, 1911
- Platystomatichthys Bleeker, 1862
- Propimelodus Lundberg & Parisi, 2002
- Pseudoplatystoma Bleeker, 1862
- Sorubim Agassiz, 1829
- Sorubimichthys Bleeker, 1862
- Steindachneridion Eigenmann & Eigenmann, 1919
- Zungaro Bleeker, 1858
- Zungaropsis Steindachner, 1908[2]

### Vrste
1. Aguarunichthys inpai Zuanon, Rapp Py-Daniel & Jégu, 1993
2. Aguarunichthys tocantinsensis Zuanon, Rapp Py-Daniel & Jégu, 1993
3. Aguarunichthys torosus Stewart, 1986
4. Bagropsis reinhardti Lütken, 1874
5. Bergiaria platana (Steindachner, 1908)
6. Bergiaria westermanni (Lütken, 1874)
7. Brachyplatystoma capapretum Lundberg & Akama, 2005
8. Brachyplatystoma filamentosum (Lichtenstein, 1819)
9. Brachyplatystoma juruense (Boulenger, 1898)
10. Brachyplatystoma platynemum Boulenger, 1898
11. Brachyplatystoma rousseauxii (Castelnau, 1855)
12. Brachyplatystoma tigrinum (Britski, 1981)
13. Brachyplatystoma vaillantii (Valenciennes, 1840)
14. Calophysus macropterus (Lichtenstein, 1819)
15. Cheirocerus abuelo (Schultz, 1944)
16. Cheirocerus eques Eigenmann, 1917
17. Cheirocerus goeldii (Steindachner, 1908)
18. Conorhynchos conirostris (Valenciennes, 1840)
19. Duopalatinus emarginatus (Valenciennes, 1840)
20. Duopalatinus peruanus Eigenmann & Allen, 1942
21. Exallodontus aguanai Lundberg, Mago-Leccia & Nass, 1991
22. Hemisorubim platyrhynchos (Valenciennes, 1840)
23. Hypophthalmus edentatus Spix & Agassiz, 1829
24. Hypophthalmus fimbriatus Kner, 1858
25. Hypophthalmus marginatus Valenciennes, 1840
26. Hypophthalmus oremaculatus Nani & Fuster, 1947
27. Iheringichthys labrosus (Lütken, 1874)
28. Iheringichthys megalops Eigenmann & Ward, 1907
29. Iheringichthys syi Azpelicueta & Britski, 2012
30. Leiarius arekaima (Jardine, 1841)
31. Leiarius longibarbis (Castelnau, 1855)
32. Leiarius marmoratus (Gill, 1870)
33. Leiarius pictus (Müller & Troschel, 1849)
34. Luciopimelodus pati (Valenciennes, 1835)
35. Megalonema amaxanthum Lundberg & Dahdul, 2008
36. Megalonema argentinum (MacDonagh, 1938)
37. Megalonema orixanthum Lundberg & Dahdul, 2008
38. Megalonema pauciradiatum Eigenmann, 1919
39. Megalonema platanum (Günther, 1880)
40. Megalonema platycephalum Eigenmann, 1912
41. Megalonema psammium Schultz, 1944
42. Megalonema xanthum Eigenmann, 1912
43. Parapimelodus nigribarbis (Boulenger, 1889)
44. Parapimelodus valenciennis (Lütken, 1874)
45. Perrunichthys perruno Schultz, 1944
46. Phractocephalus hemioliopterus (Bloch & Schneider, 1801)
47. Pimelabditus moli Parisi & Lundberg, 2009
48. Pimelodina flavipinnis Steindachner, 1876
49. Pimelodus absconditus Azpelicueta, 1995
50. Pimelodus albicans (Valenciennes, 1840)
51. Pimelodus albofasciatus Mees, 1974
52. Pimelodus altissimus Eigenmann & Pearson, 1942
53. Pimelodus argenteus Perugia, 1891
54. Pimelodus atrobrunneus Vidal & Lucena, 1999
55. Pimelodus blochii Valenciennes, 1840
56. Pimelodus brevis Marini, Nichols & La Monte, 1933
57. Pimelodus britskii Garavello & Shibatta, 2007
58. Pimelodus coprophagus Schultz, 1944
59. Pimelodus fur (Lütken, 1874)
60. Pimelodus garciabarrigai Dahl, 1961
61. Pimelodus grosskopfii Steindachner, 1879
62. Pimelodus halisodous Ribeiro, Lucena & Lucinda, 2008
63. Pimelodus jivaro Eigenmann & Pearson, 1942
64. Pimelodus joannis Ribeiro, Lucena & Lucinda, 2008
65. Pimelodus luciae Rocha & Ribeiro, 2010
66. Pimelodus maculatus Lacepède, 1803
67. Pimelodus microstoma Steindachner, 1877
68. Pimelodus multicratifer Ribeiro, Lucena & Oyakawa, 2011
69. Pimelodus mysteriosus Azpelicueta, 1998
70. Pimelodus navarroi Schultz, 1944
71. Pimelodus ornatus Kner, 1858
72. Pimelodus ortmanni Haseman, 1911
73. Pimelodus pantaneiro Souza-Filho & Shibatta, 2007
74. Pimelodus paranaensis Britski & Langeani, 1988
75. Pimelodus pictus Steindachner, 1876
76. Pimelodus pintado Azpelicueta, Lundberg & Loureiro, 2008
77. Pimelodus platicirris Borodin, 1927
78. Pimelodus pohli Ribeiro & Lucena, 2006
79. Pimelodus punctatus (Meek & Hildebrand, 1913)
80. Pimelodus stewarti Ribeiro, Lucena & Lucinda, 2008
81. Pimelodus tetramerus Ribeiro & Lucena, 2006
82. Pinirampus pirinampu (Spix & Agassiz, 1829)
83. Platynematichthys notatus (Jardine, 1841)
84. Platysilurus malarmo Schultz, 1944
85. Platysilurus mucosus (Vaillant, 1880)
86. Platysilurus olallae (Orcés V., 1977)
87. Platystomatichthys sturio (Kner, 1858)
88. Propimelodus araguayae Rocha, de Oliveira & Rapp Py-Daniel, 2007
89. Propimelodus caesius Parisi, Lundberg & DoNascimiento, 2006
90. Propimelodus eigenmanni (Van der Stigchel, 1946)
91. Pseudoplatystoma corruscans (Spix & Agassiz, 1829)
92. Pseudoplatystoma fasciatum (Linnaeus, 1766)
93. Pseudoplatystoma magdaleniatum Buitrago-Suárez & Burr, 2007
94. Pseudoplatystoma metaense Buitrago-Suárez & Burr, 2007
95. Pseudoplatystoma orinocoense Buitrago-Suárez & Burr, 2007
96. Pseudoplatystoma reticulatum Eigenmann & Eigenmann, 1889
97. Pseudoplatystoma tigrinum (Valenciennes, 1840)
98. Sorubim cuspicaudus Littmann, Burr & Nass, 2000
99. Sorubim elongatus Littmann, Burr, Schmidt & Isern, 2001
100. Sorubim lima (Bloch & Schneider, 1801)
101. Sorubim maniradii Littmann, Burr & Buitrago-Suarez, 2001
102. Sorubim trigonocephalus Miranda Ribeiro, 1920
103. Sorubimichthys planiceps (Spix & Agassiz, 1829)
104. Steindachneridion amblyurum (Eigenmann & Eigenmann, 1888)
105. Steindachneridion doceanum (Eigenmann & Eigenmann, 1889)
106. Steindachneridion melanodermatum Garavello, 2005
107. Steindachneridion parahybae (Steindachner, 1877)
108. Steindachneridion punctatum (Miranda Ribeiro, 1918)
109. Steindachneridion scriptum (Miranda Ribeiro, 1918)
110. Zungaro jahu (Ihering, 1898)
111. Zungaro zungaro (Humboldt, 1821)
112. Zungaropsis multimaculatus Steindachner, 1908

- Megalonema xanthum
- Megalonema xanthum
- Pinirampus pirinampu